# Goryō
Ne pas confondre avec la dynastie coréenne Goryeo
Les  goryō (御霊) sont des fantômes japonais vengeurs des classes aristocratiques, particulièrement ceux qui ont été martyrisés.

## Description
Le nom est composé de deux kanjis : 御 (go) « honorable » et 霊 (ryō) « âme » ou « esprit ».
Apparue principalement à l'époque de Heian (794-1185), la croyance veut que « les esprits des puissants seigneurs qui ont été lésés sont capables de vengeance catastrophique, y compris la destruction des cultures et la création d'un typhon ou d'un séisme.
Selon la tradition, le seul moyen de « calmer la colère d'un goryō » est de recourir à l'aide d'un yamabushi qui peut « accomplir les rites nécessaires qui domptent l'esprit ».
Un exemple de goryō est le kami shinto appelé Tenjin :

« Le fonctionnaire du gouvernement Sugawara no Michizane est tué dans un complot ourdi par un membre rival du clan Fujiwara. Dans les années suivant sa mort, la capitale est affectée de fortes pluies et d'éclairs, et son principal adversaire Fujiwara ainsi que le prince héritier de l'empereur Daigo meurent, tandis que les incendies causés par la foudre et les inondations détruisent un grand nombre de résidences. La cour en tire la conclusion que les troubles ont été causés par l'esprit en colère de Michizane. Pour l'apaiser, l'empereur fait restaurer tous ses bureaux, brûler l'ordre officiel de l'exil et le promeut au second rang supérieur. Même cela ne suffit pas et soixante-dix ans plus tard, il est élevé au poste de ministre des Affaires suprêmes et déifié en tant que tenjin-sama qui signifie “divinité céleste”. Il devient le dieu protecteur de la calligraphie, de la poésie et de ceux qui souffrent de l'injustice. Un sanctuaire est créé à Kitano. Avec le soutien du gouvernement, il est immédiatement élevé au premier rang du sanctuaire officiel. »